# Jekatierina Łobyszewa
Jekatierina Aleksandrowna Łobyszewa (ros Екатерина Александровна Лобышева; ur. 13 marca 1985 w Kołomnie) – rosyjska łyżwiarka szybka, dwukrotna medalistka olimpijska.

## Kariera
Pierwszy sukces w karierze Jekatierina Łobyszewa osiągnęła w 2006 roku, kiedy wspólnie z Jekatieriną Abramową, Warwarą Baryszewą, Galiną Lichaczową i Swietłaną Wysokową zdobyła brązowy medal w biegu drużynowym podczas igrzysk olimpijskich w Turynie. W startach indywidualnych była szósta w biegu na 1500 m i jedenasta na 1000 m. Na rozgrywanych cztery lata później igrzyskach w Vancouver była między innymi siódma w drużynie i jedenasta na 1500 m. Kolejny sukces osiągnęła na igrzyskach w Soczi w 2014 roku, gdzie Rosjanki w składzie: Olga Graf, Jekatierina Łobyszewa, Julija Skokowa i Jekatierina Szychowa zdobyły brązowy medal w biegu drużynowym. W swoim najlepszym indywidualnym występie była ósma na dystansie 1500 m. Nigdy nie zdobyła medalu mistrzostw świata, jej najlepszym wynikiem było czwarte miejsce w biegu drużynowym wywalczone podczas dystansowych mistrzostw świata w Heerenveen. Czwarte miejsce zajęła również na wielobojowych mistrzostwach Europy w Hamar w 2010 roku, przegrywając walkę o medal z Niemką Danielą Anschütz-Thoms. Wielokrotnie startowała w zawodach Pucharu Świata, odnosząc przy tym trzy zwycięstwa drużynowe. Najlepsze rezultaty osiągała w sezonie 2013/2014, kiedy była siódma w klasyfikacji końcowej 1500 m.